# ᵑ
Cette page contient des caractères spéciaux ou non latins. S’ils s’affichent mal (▯, ?, etc.), consultez la page d’aide Unicode.
ᵑ, appelée eng en exposant, eng supérieur ou lettre modificative eng, est un graphème utilisé comme symbole dans certaines transcriptions dérivée de l’Alphabet phonétique international ou dans l’Alphabet phonétique ouralien. Il est formé de la lettre ŋ minuscule mise en exposant.

## Utilisation
Dans certaines transcriptions non standard de l’alphabet phonétique international, ‹ ᵑ › représente la prénasalisation de la consonne vélaire qui le suit, comme [ᵑɡ] ou [ᵑk], représentés avec [ŋɡ] et [ŋk], ou [ŋ͡ɡ] et [ŋ͡k] avec l’alphabet phonétique international.

## Représentations informatiques
La lettre modificative eng peut être représenté avec les caractères Unicode suivants (supplément phonétique étendu) :
| formes       | représentations | chaînes de caractères | points de code | descriptions                         | note                            |
| ------------ | --------------- | --------------------- | -------------- | ------------------------------------ | ------------------------------- |
| modificative | ᵑ               | ᵑ                     | U+1D51         | exposant lettre minuscule latine eng | codé pour le symbole phonétique |

## Sources
- (en) Donald A. Burquest, Phonological analysis : a functional approach, Dallas, SIL International, 2001, 2e éd. (1re éd. 1993), 314 p. (ISBN 1-55671-067-4)
- (en) Finlande, Irlande, Norvège ISO/IEC JTC1/SC2/WG2, Uralic Phonetic Alphabet characters for the UCS, 20 mars 2002 (lire en ligne)
- (en) International Phonetic Association, « Report on the 1989 Kiel Convention », Journal of the International Phonetic Association, vol. 19, no 2,‎ 1989, p. 67-80 (DOI 10.1017/S0025100300003868)
- (en) International Phonetics Association, Handbook of the International Phonetics Association : a guide to the use of the International Phonetic Alphabet, Cambridge, Cambridge University Press, 1999, 204 p. (ISBN 0-521-63751-1 et 0-521-65236-7, lire en ligne)